# Louis-Edouard Cestac
Louis-Edouard Cestac (6. ledna 1801, Bayonne – 27. března 1868, Anglet) byl francouzský římskokatolický kněz, spoluzakladatel kongregace Mariiných služebnic z Angletu. Katolická církev jej uctívá jako blahoslaveného.

## Život

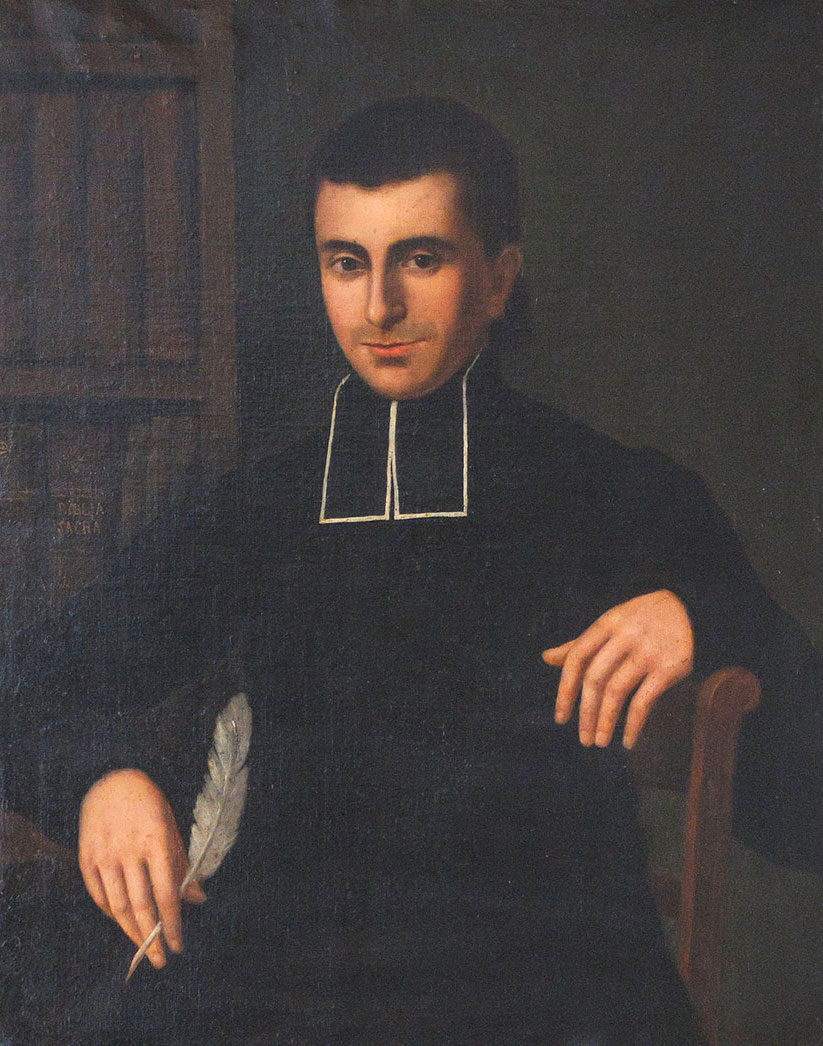
Portrét

Narodil se dne 6. ledna 1801 ve francouzském městě Bayonne. Jeho rodiče byli Dominique Cestac a Jeanne Amitessarobe. Jeho otec byl chirurg, matka pocházela ze Španělska. Měl mladší sestru Marianne a starší sestru Élisou, která se později stala jeho spolupracovnicí. V dětství trpěl nevyléčitelnou neuralgií, avšak byl uzdraven. Jeho uzdravení bylo připisováno Panně Marii. Kvůli španělské válce za nezávislost se s rodinou přestěhoval do obce Puntous.
Rozhodl se stát knězem a roku 1816 započal na kněžském semináři v Aire-sur-l'Adour studium teologie. Teologii studoval také v Paříži. V této době se spřátelil se sv. Michelem Garicoïtsem. Dne 25. prosince 1821 přijal některá nižší svěcení. Roku 1822 prodělal těžkou nemoc, načež pokračoval ve svém studiu a formaci ve městě Larressore.

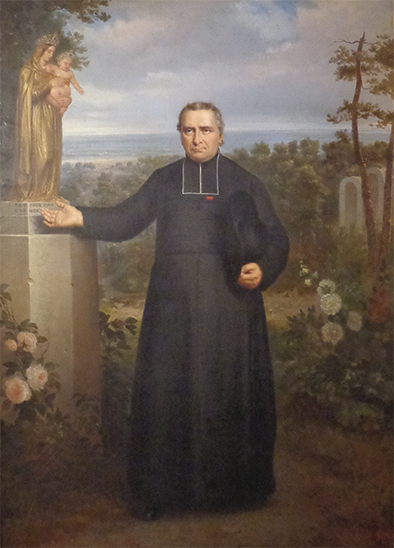
Obraz

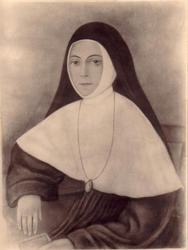
Jeho sestra Élise

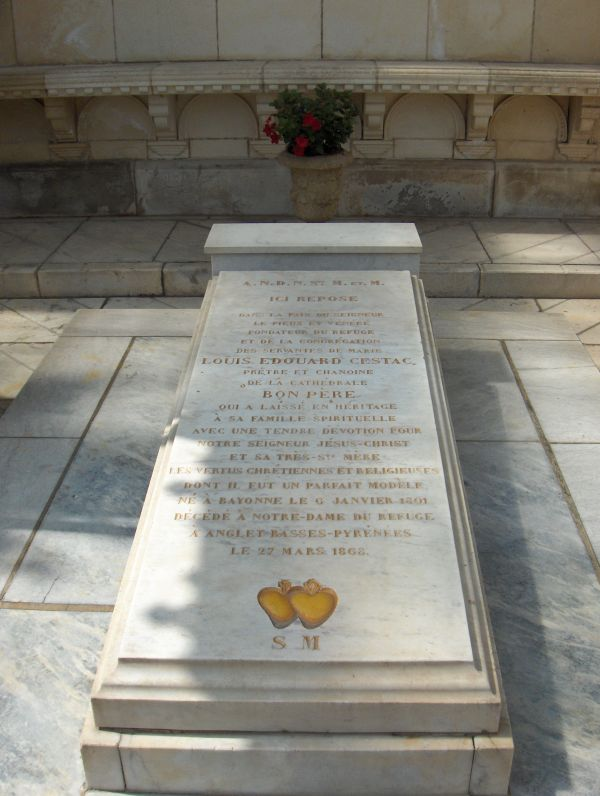
Detail jeho hrobky

Dne 26. června 1825 přijal jáhenské svěcení a dne 17. prosince 1825 byl vysvěcen na kněze. V letech 1826–1831 působil jako učitel v Larressore. Dne 27. srpna 1831 byl jmenován vikářem katedrály Panny Marie v Bayonne. V té době se také začal zabývat péči o chudé a roku 1836 zřídil domov pro chudé dívky.
Dne 6. ledna 1842 založil spolu se svoji sestrou Marií-Louisou-Élise ženskou řeholní kongregaci Mariiných služebnic z Angletu. Jeho sestra do kongregace následně sama vstoupila. Dne 13. ledna 1864 se mu dostalo zjevení Matky Boží, která mu vyjevila zlé síly ďábla ve světě. Své svědectví o tomto zážitku následně sepsal.
Roku 1865 vynesla mu císař Napoleon III. udělil za jeho zásluhy v oblasti sociální a zemědělské Řád čestné legie. Otázce zemědělství se věnoval z důvodu, že by mohla snížit chudobu.
Zemřel dne 27. března 1868 v Angletu, kde je také v hrobce v areálu kláštera Notre-Dame du Refuge, patřícího jím založené kongregaci uloženo jeho tělo.

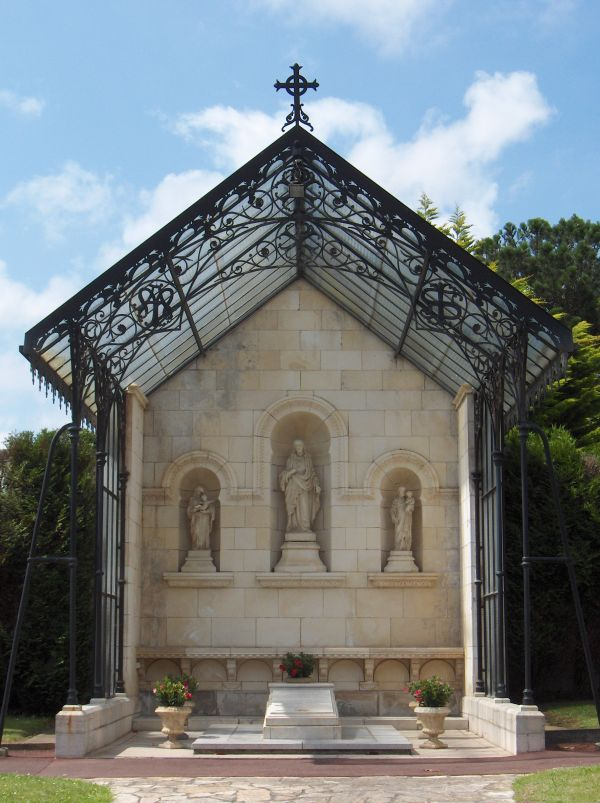
Jeho hrobka u kláštera Notre-Dame du Refuge v Angletu

## Úcta
Jeho beatifikační proces byl zahájen dne 8. dubna 1908, čímž obdržel titul služebník Boží. Dne 13. listopadu 1976 jej papež sv. Pavel VI. podepsáním dekretu o jeho hrdinských ctnostech prohlásil za ctihodného. Dne 13. června 2014 byl potvrzen zázrak na jeho přímluvu, potřebný pro jeho blahořečení.
Blahořečen pak byl dne 31. května 2015 v katedrále Panny Marie v Bayonne. Obřadu předsedal jménem papeže Františka kardinál Angelo Amato.
Jeho památka je připomínána 27. března. Bývá zobrazován v kněžském oděvu. Je patronem jím spoluzaložené řeholní kongregace.